# Zasłonak gruczołkowany
Zasłonak gruczołkowany (Cortinarius guttatus Rob. Henry) – gatunek grzybów należący do rodziny zasłonakowatych (Cortinariaceae).

## Systematyka i nazewnictwo
Pozycja w klasyfikacji według Index Fungorum: Cortinarius, Cortinariaceae, Agaricales, Agaricomycetidae, Agaricomycetes, Agaricomycotina, Basidiomycota, Fungi.
Po raz pierwszy opisał go w 1952 r. Robert Henry we Francji. Synonimy:
- Cortinarius guttatus var. ilicinus Rob. Henry 1986
- Phlegmacium guttatum (Rob. Henry) M.M. Moser 1960

Nazwę polską nadał Andrzej Nespiak w 1975 r.

## Morfologia
Kapelusz
O średnicy 4–8 cm, początkowo półkulisty z podwiniętym brzegiem, później kopulasty z prostym brzegiem. Powierzchnia śliska do lepkiej, początkowo żółta do żółtooliwkowej, później brudnobrązowa, u młodych okazów włóknista.
Blaszki
U młodych okazów jasnożółtooliwkowe.
Trzon
Żółty do żółtooliwkowego, zwykle z bulwą u nasady.
Miąższ
Jasnożółty, w bulwie rdzawy, zapach niewyraźny, smak łagodny.
Cechy mikroskopowe
Bazydiospory 12–15 × 6,5–7 µm.

## Występowanie i siedlisko
Znane są jego stanowiska w Europie i Ameryce Północnej. W Polsce stanowiska podała Barbara Gumińska w 1981 r. i w 2000 r. na polanie Podłaźce w Pieninach.
Naziemny grzyb mykoryzowy występujący w lasach iglastych i mieszanych, zwłaszcza pod świerkami.